# Ploceus spekeoides
Ploceus spekeoides là một loài chim trong họ Ploceidae.